# 日本農業気象学会
日本農業気象学会（にほんのうぎょうきしょうがっかい、英語: The Society Of Agricultural Meteorology Of Japan (SAMJ)）は、日本の学術研究団体の一つ。

## 概要
1942年10月31日設立。学術研究団体としての種別は単独学会。
農学を学術研究領域とし、農業気象学の進歩並びに農業気象学についての知識の向上および普及を図ることを目的としている。
国内においては日本農学会、日本農業工学会、日本地球惑星科学連合、地理学連携機構に加入している。

## 沿革
- 1942年 - 日本農業気象学会設立。

## 刊行物

### 農業気象
- 誌名（和文）：農業気象
- 誌名（欧文）：Journal of Agricultural Meteorology
- 創刊年：1943
- 資料種別：ジャーナル（査読付き論文を含む）
- 使用言語：英語のみ
- 発行形態：印刷体
- 著作権帰属先：学会
- クリエイティブコモンズ：定めていない
- 購読：有料

### 生物と気象
- 誌名（和文）：生物と気象
- 誌名（欧文）：Climate in Biosphere
- 創刊年：2001
- 資料種別：ジャーナル（査読付き論文を含む）
- 使用言語：日本語（英文抄録あり）
- 発行形態：印刷体
- 著作権帰属先：学会
- クリエイティブコモンズ：定めていない
- 購読：有料